# Lgov
Pour La nouvelle de Tourgueniev, voir Lgov (Tourgueniev).
Lgov (en russe : Льгов, [ˈlʲɡof]) est une ville d'importance régionale de l'oblast de Koursk, en Russie. Chef-lieu du raïon de Lgov, elle en est indépendante, formant à la place un okroug urbain distinct. Sa population s'élevait à 17 557 habitants au recensement de 2021.

## Géographie
Lgov est arrosée par la rivière Seïm, un affluent de la Desna, et se trouve à 62 km à l'ouest de Koursk et à 481 km au sud-sud-ouest de Moscou.

## Histoire
Lgov est mentionnée pour la première fois dans une chronique datant de 1152 sous le nom d’Olgov (Олгов). Lgov fut complètement détruite par les Mongols. En 1669, fut fondé le monastère de Lgov, sur le site de l'ancienne ville. Il ferma en 1764. La sloboda monastique devint la ville de Lgov en 1779. Dans la seconde moitié du XIXe siècle, furent développées des usines de transformation des produits agricoles en raison de la construction d'une ligne de chemin de fer passant à Lgov.

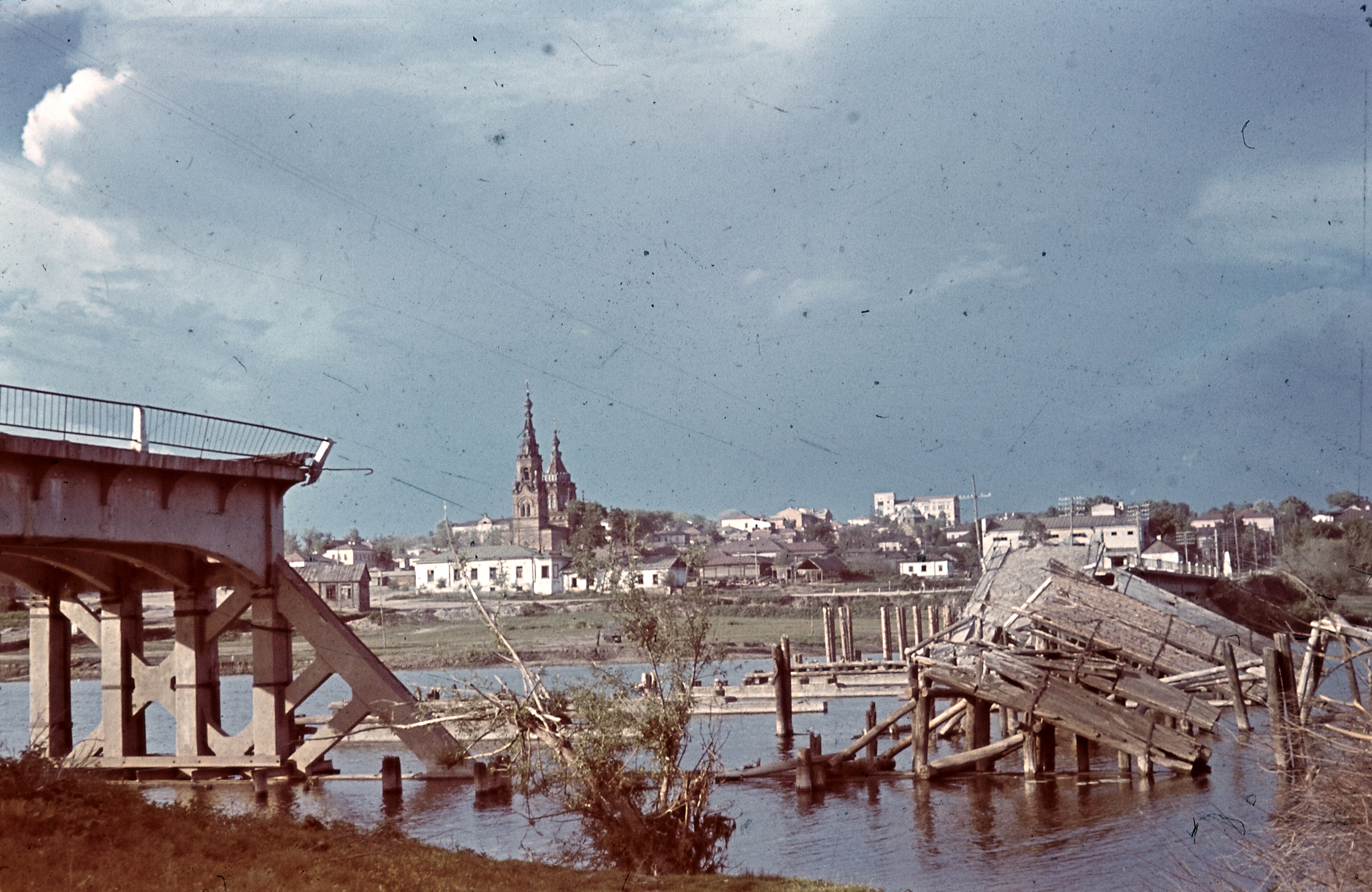
La cathédrale st-Nicolas et en avant plan le pont sur la rivière Seïm détruit, 1942.

Pendant la Seconde Guerre mondiale, la ville fut occupée par l'Allemagne nazie le 27 octobre 1941. Elle fut libérée par le front de Voronej de l'Armée rouge le 3 mars 1943, mais était gravement endommagée. En 1954, plusieurs villages furent absorbés par la ville de Lgov.

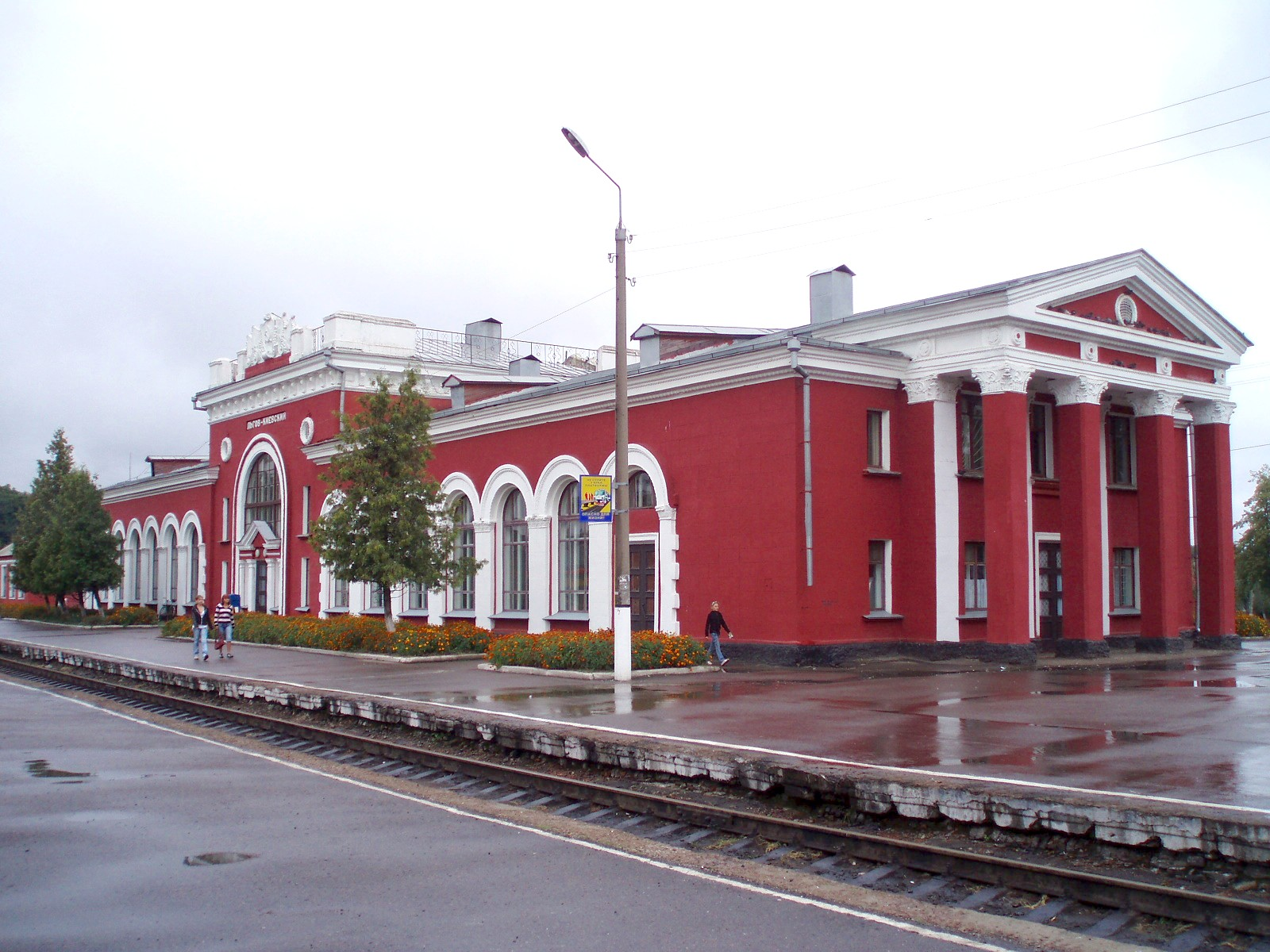
La gare Lgov-Kiev.

Le 18 septembre 2022, la ville a été gravement endommagée par une importante tornade de force F2/T5. Plus de 200 structures ont été endommagées ou détruites à la suite de cette forte tornade. De nombreuses structures résidentielles ont vu leurs toits arrachés et certaines ont subi l'effondrement de leurs murs extérieurs, mais la plupart de ces structures étaient des maisons mal construites. De nombreux arbres ont été abattus et des lignes électriques à haute tension ont également été endommagées ou détruites.

### Invasion de l'Ukraine par la Russie et Offensive dans l'oblast de Koursk
Pendant la guerre russo-ukrainienne, le 25 décembre 2024, quatre personnes au moins sont mortes du fait des frappes de missiles sur la ville de Lgov par les forces armées ukrainiennes. Un incendie s'est déclaré à cause de la rupture d'un gazoduc. Plusieurs bâtiments résidentiels et industriels ont été détruits.

## Politique et administration

### Statut
La ville de Lgov possède le statut de ville d'importance régionale, et elle est incluse dans l'oblast sous le nom d'okroug urbain de Lgov , totalement enclavé dans le raïon de Lgov dont elle le chef-lieu sans en faire partie.

### Résultats électoraux
| Scrutin             | 1er tour | 1er tour | 1er tour | 1er tour | 1er tour | 1er tour | 1er tour | 1er tour | 1er tour | 1er tour | 1er tour | 1er tour | 2d tour                  | 2d tour                  | 2d tour                  | 2d tour                  | 2d tour                  | 2d tour                  | 2d tour                  | 2d tour                  |
| Scrutin             | 1er      | 1er      | %        | 2e       | 2e       | %        | 3e       | 3e       | %        | 4e       | 4e       | %        | 1er                      | %                        | 2e                       | %                        | 3e                       | %                        | 4e                       | %                        |
| ------------------- | -------- | -------- | -------- | -------- | -------- | -------- | -------- | -------- | -------- | -------- | -------- | -------- | ------------------------ | ------------------------ | ------------------------ | ------------------------ | ------------------------ | ------------------------ | ------------------------ | ------------------------ |
| Présidentielle 2012 |          | ER       | 60,64    |          | KPRF     | 20,19    |          | LDPR     | 8,32     |          | SE       | 5,65     | Victoire au premier tour | Victoire au premier tour | Victoire au premier tour | Victoire au premier tour | Victoire au premier tour | Victoire au premier tour | Victoire au premier tour | Victoire au premier tour |
| Législatives 2016   |          | ER       | 42,78    |          | LDPR     | 21,94    |          | KPRF     | 13,71    |          | SRZP     | 6,51     | Tour unique              | Tour unique              | Tour unique              | Tour unique              | Tour unique              | Tour unique              | Tour unique              | Tour unique              |
| Présidentielle 2018 |          | ER       | 78,20    |          | KPRF     | 11,42    |          | LDPR     | 6,74     |          | KR       | 0,69     | Victoire au premier tour | Victoire au premier tour | Victoire au premier tour | Victoire au premier tour | Victoire au premier tour | Victoire au premier tour | Victoire au premier tour | Victoire au premier tour |
| Législatives 2021   |          | ER       | 38,95    |          | KPRF     | 25,49    |          | LDPR     | 10,66    |          | SRZP     | 7,99     | Tour unique              | Tour unique              | Tour unique              | Tour unique              | Tour unique              | Tour unique              | Tour unique              | Tour unique              |

## Population
Recensements (*) ou estimations de la population
| 1856  | 1897* | 1913  | 1926* | 1931  | 1939* |
| ----- | ----- | ----- | ----- | ----- | ----- |
| 3 000 | 4 321 | 4 900 | 7 262 | 8 400 | 7 732 |

| 1959*  | 1970*  | 1979*  | 1989*  | 2002*  | 2010*  |
| ------ | ------ | ------ | ------ | ------ | ------ |
| 21 328 | 25 110 | 26 523 | 25 643 | 23 783 | 21 453 |

| 2012   | 2013   | 2014   | 2015   | 2016   | - |
| ------ | ------ | ------ | ------ | ------ | - |
| 20 951 | 20 579 | 20 246 | 19 905 | 19 533 | - |

## Économie
L'économie repose sur des entreprises de transformation des produits agricoles :
- OAO Lgovsakhar (ОАО "Льговсахар") : sucre en poudre.
- OAO Lgovmiasso (ОАО "Льговмясо") : viande, saucisses.

On produit également des matériaux de construction (briques, éléments en béton armé).

## Personnalités
Sont nés à Lgov :
- Nikolaï Asseïev (1889-1963) : poète.
- Arkadi Gaïdar (1904–1941) : écrivain.